# Édouard Herve Moby Mpah
Édouard Herve Moby Mpah est un médecin et homme politique camerounais, né le 4 septembre 1974 à Yaoundé. Il est élu maire de la ville de Douala en mars 2020.

## Biographie

### Enfance, éducation et débuts
Édouard Herve Moby Mpah  obtient son diplôme en médecine à l'Université de Yaoundé. Il est affilié à plusieurs établissements de santé, notamment le Centre Hospitalier et Universitaire de Yaoundé (CHUY) et le Centre Médical d'Urgences et de Réanimation de Douala (CMURD), où il exerce en tant que médecin.

### Carrière
En 2020, Édouard Herve Moby Mpah est élu maire de la commune de Douala IV. Son élection marque un tournant dans sa carrière, lui permettant d'appliquer ses connaissances médicales et son sens du service public au niveau local.

### Politique
Il est maire de la commune de Douala IV.

## Contributions et Projets
En tant que maire, Édouard Herve Moby Mpah s'est engagé à améliorer les infrastructures sanitaires et à promouvoir des initiatives visant à renforcer la santé publique dans sa commune. Sa double expertise en médecine et en administration publique lui permet d'aborder les défis.